# Коритниця (Лодзинське воєводство)
Коритниця (пол. Korytnica) — село в Польщі, у гміні Сулеюв Пйотрковського повіту Лодзинського воєводства.
Населення — 93 особи (2011).
У 1975-1998 роках село належало до Пйотрковського воєводства.

## Демографія
Демографічна структура станом на 31 березня 2011 року:
|          | Загалом | Допрацездатний вік | Працездатний вік | Постпрацездатний вік |
| -------- | ------- | ------------------ | ---------------- | -------------------- |
| Чоловіки | 50      | 15                 | 31               | 4                    |
| Жінки    | 43      | 9                  | 29               | 5                    |
| Разом    | 93      | 24                 | 60               | 9                    |